# Juan Luis Sanfuentes
Juan Luis Sanfuentes Andonaegui (Santiago del Cile, 27 dicembre 1858 – Talca, 16 luglio 1930) è stato un politico cileno.
Fu presidente del Cile dal 23 dicembre 1915 al 23 dicembre 1920.

## Biografia
Laureato in giurisprudenza nel 1879, partecipò alla Guerra del Pacifico (1879-1884), quindi si arricchì grazie alle speculazioni finanziarie. Non entrò in politica finché era sulla scena suo fratello Enrique Salvador, ma salì alla ribalta quando questi si ritirò a vita privata. Fu ministro delle Finanze nel 1901, senatore dal 1903 e presidente del Senato nel 1906. Divenuto il punto di riferimento della politica nazionale (fu soprannominato “Presidente senza fascia”), organizzò il proprio laboratorio politico in casa, dove riceveva uomini politici di tutte le risme e sceglieva i ministri.
Eletto presidente della Repubblica come candidato di un'alleanza tra conservatori, nazionalisti e liberali democratici, dovette sostenere un duro testa a testa con l'altro candidato, Emiliano Figueroa. Proclamò la neutralità del Cile nella prima guerra mondiale, pur simpatizzando con gli Imperi Centrali e commerciando con la Triplice intesa.
Promosse l'istruzione pubblica costruendo diverse scuole e promulgando la Legge sull'Istruzione Primaria Obbligatoria (1920). Curò anche la legislazione sugli infortuni del lavoro. Oltre che dalle rivendicazioni operaie, il suo governo fu caratterizzato dal costante cambio di gabinetti ministeriali in rapida successione. Concluse il suo mandato in mezzo alle proteste, e si ritirò nel suo fondo presso Talca.